# كأس قبرص للسيدات 2010
كأس قبرص للسيدات 2010 (بالإنجليزية: 2010 Cyprus Women's Cup)‏ هو موسم من كأس قبرص للسيدات. أقيم بتاريخ 2010، وبمشاركة  8 فريقاً، وفاز فيه منتخب كندا لكرة القدم للسيدات.